# Teeblättrige Weide
Die Teeblättrige Weide (Salix phylicifolia) ist eine Pflanzenart aus der Gattung der Weiden (Salix).

## Beschreibung

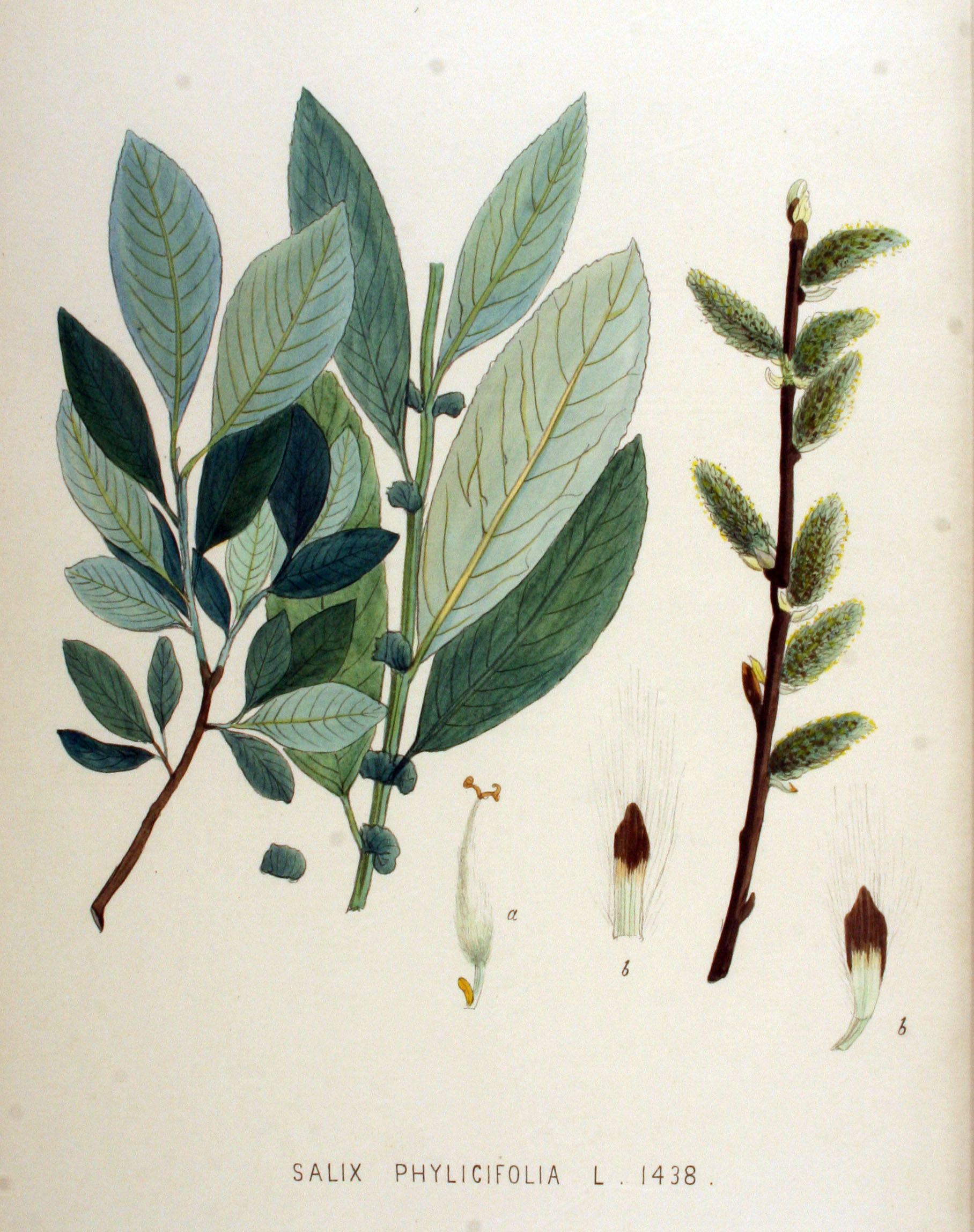
Illustration aus Flora Batava, Volume 18

Die Teeblättrige Weide ist ein Strauch, der Wuchshöhen bis zu 4 Metern erreicht. Die Rinde junger Zweige ist anfangs schwach behaart, später aber kahl und von glänzender gelblicher bis brauner Farbe.
Die Laubblätter sind in Blattstiel und Blattspreite gegliedert. Die Blattstiele sind bis etwa 12 Millimeter lang. Die einfache, ganzrandige oder leicht gesägte Blattspreite ist bei einer Länge von 2 bis 8 Zentimetern sowie einer Breite von 1,3 bis 5 Zentimetern rundlich, elliptisch bis eiförmig oder verkehrt-eiförmig. Die Blattunterseite ist grün bis blaugrün, die -oberseite glänzend grün, anfangs etwas behaart später aber kahl. Nebenblätter sind selten und falls vorhanden klein.
Die starkverzweigten, kurzästigen Kätzchen erscheinen kurz vor der Anthese im Mai. Sie sind Kätzchen meist 2 bis 3,5 Zentimeter lang. Die Kätzchenschuppen sind zweifarbig, an der Spitze dunkelbraun bis schwärzlich, an der Basis heller. Die Blüten tragen zwei Staubblätter. Die Staubbeutel sind gelb oder etwas rötlich, die Staubfäden kahl und unverwachsen.
Die Chromosomenzahl beträgt 2n = 114.

## Vorkommen
Die Teeblättrige Weide gedeiht in der arktischen Zone sowie in der den Polarzonen analogen alpinen Höhenstufe in Europa, sowie im Mittelmeerraum, Vorderasien und Westsibirien.